# Philothis alsiosus
Philothis alsiosus är en skalbaggsart som beskrevs av Henri de Peyerimhoff 1936. Philothis alsiosus ingår i släktet Philothis och familjen stumpbaggar. Inga underarter finns listade i Catalogue of Life.